# Eutelidas ze Sparty
Eutelidas ze Sparty (gr. Εὐτελίδας) – grecki atleta z VII wieku p.n.e., zwycięzca konkurencji dla chłopców w zapasach i pięcioboju na igrzyskach olimpijskich w 628 roku p.n.e. Był pierwszym i jedynym zwycięzcą olimpijskim w pięcioboju chłopców, który został rozegrany tylko ten jeden raz. Posąg Eutelidasa w Olimpii oglądał w II wieku n.e. Pauzaniasz (Wędrówka po Helladzie VI 15,8), podpis pod nim był już wówczas całkowicie zatarty. Był to najstarszy, historycznie poświadczony, pomnik zwycięzcy olimpijskiego.